# 17. Panzer-Division
La 17. Panzer-Division era una divisione corazzata della Wehrmacht che combatté durante la seconda guerra mondiale.
Creata nel novembre 1940 dalla 27. Infanterie-Division, prestò servizio nel settore centrale del fronte orientale dal giugno 1941 al novembre 1942, quando fu trasferita nel settore sud per tentare di soccorrere le truppe accerchiate a Stalingrado, senza però riuscirci. La ritirata che seguì toccò l'Ucraina e la Polonia, e la resa si verificò nella Germania orientale. Costituita principalmente da soldati reclutati in Baviera, si mise in grande evidenza durante l'Operazione Barbarossa, e mantenne una elevata reputazione di combattività per tutta la guerra; distinti soldati tra le sue file furono: Otto Büsing, Walter Schilling, Karl Friedrich von der Meden.

## Storia
| Luogo                            | Periodo             |
| Germania                         | nov 1940 - giu 1941 |
| Fronte orientale, settore centro | giu 1941 - nov 1942 |
| Fronte orientale, settore sud    | nov 1942 - mar 1944 |
| Fronte orientale, settore centro | mar 1944 - ago 1944 |
| Polonia                          | ago 1944 - mar 1945 |
| Germania orientale               | mar 1945 - mag 1945 |

### Le origini e la preparazione
Il 1º novembre 1940 nacque ufficialmente la 17. Panzer-Division nel 7º distretto militare della Germania (zona di Augusta/Monaco di Baviera), e i suoi quadri furono dichiarati completi nella metà del marzo 1941 dopo essersi preparati nel XXIV Corpo d'armata del Gruppo d'armate C.
Ad aprile l'unità venne assegnata all'11ª Armata e a maggio fu trasferita al Panzergruppe 2 (2º gruppo corazzato) di Heinz Guderian (Gruppo d'armate Centro) in vista dell'operazione Barbarossa.

### L'operazione Barbarossa e la battaglia per Mosca

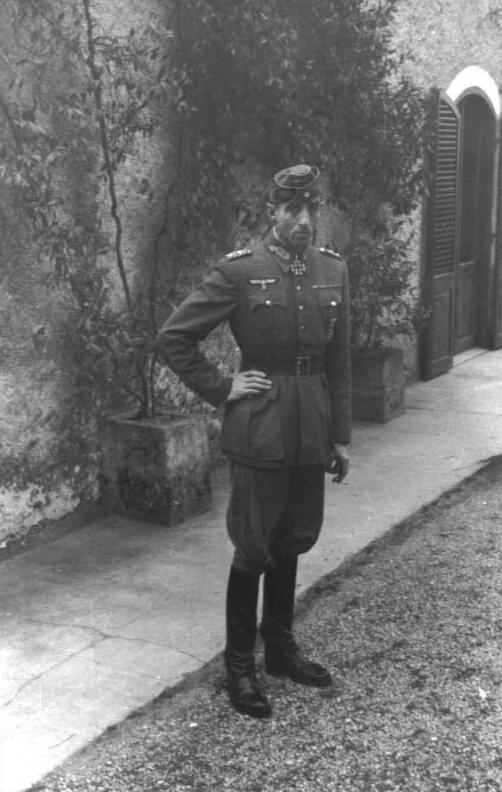
Il generale Fridolin von Senger und Etterlin, qui fotografato nel marzo 1944, comandò la 17. Panzer-Division dall'ottobre 1942 al giugno 1943

Dal 22 giugno 1941 la 17. Panzer-Division, costituita da tre Panzer-Abteilung, prese parte all'invasione dell'Unione Sovietica inquadrata nel XXXXVII. Panzerkorps del generale Joachim Lemelsen, appartenente a sua volta al Panzergruppe 2 comandato dall'abile generale Heinz Guderian. La divisione corazzata fu subito impegnata in scontri molto duri contro le forze sovietiche: già il 28 giugno, il comandante della divisione, generale Hans-Jürgen von Arnim, rimase ferito e venne sostituito dal generale Ritter von Weber.

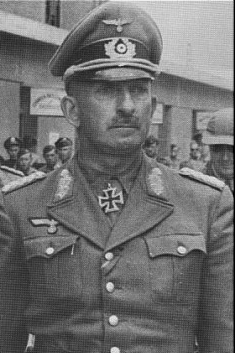
Il generale Hans-Jürgen von Arnim era il comandante della divisione durante i primi giorni dell'operazione Barbarossa, prima di essere ferito

I panzer avanzarono rapidamente in profondità ma furono continuamente in combattimento, prima a Slonim (primo scontro con i mezzi corazzati nemici), poi nella battaglia d'accerchiamento di Minsk-Białystok, quindi a Sjenno, dove la 17. Panzer-Division combatté dal 6 all'11 luglio una aspra battaglia di carri contro le riserve corazzate sovietiche (5º e 7º Corpo meccanizzato). La divisione, pur a costo di sensibili perdite, ottenne grandi successi e rivendicò già il 13 luglio la distruzione di ben 502 carri armati sovietici (di cui oltre 100 solo il 9 luglio). Dopo aver respinto il disperato contrattacco sovietico la 17. Panzer-Division proseguì oltre il fiume Dniepr, raggiungendo Głuchów il 3 settembre.
Il 12 settembre passò al XXXXVI Panzerkorps, ma ad ottobre ritornò sotto la vecchia grande unità, impegnandosi per creare la sacca di Bryansk. Dopo un periodo di riposo durato fino agli inizi di novembre, ai 9 Panzer II, 30 Panzer III, 18 Panzer IV e 3 panzerbefehlswagen (carri comando disarmati) della divisione venne ordinato di marciare con il XXIV Corpo d'armata su Tula, necessariamente conquistata per poter arrivare in vista di Kašira (oblast' di Mosca). Il 18 dicembre iniziò il contrattacco sovietico che costrinse la divisione prima sulla difensiva e poi alla ritirata combattendo fino ad ovest di Orël, dove si trovava ancora agli inizi del febbraio 1942 sempre attiva contro l'Armata Rossa, specialmente a Mcensk e Gorbarowka (di nuovo con il XXXXVII Corpo d'armata).
Il 10 marzo la divisione corazzata si spostò sotto il LIII Corpo d'armata, per ritornare ad aprile al XXIV Corpo d'armata e alla fine dello stesso mese al XXXXVII Corpo d'armata. Al principio di giugno un battaglione del 39º Reggimento corazzato fu ceduto alla 29. Panzergrenadier-Division (in corso di formazione), quindi a luglio le venne concesso un periodo di riposo lontano dal fronte. Il 12 agosto uomini e mezzi ritornarono in azione a Ssuchinitschi con il XXXXI Corpo d'armata corazzato, ma l'8 ottobre furono nuovamente costretti a fermarsi e a disporsi sulla difensiva lungo il fiume Shisdra, a nord di Orël (con il XXXV Corpo d'armata).
Le difficoltà del settore sud del fronte orientale fecero sì che la divisione accorresse in aiuto del Gruppo d'armate B nel novembre 1942.

### Operazione Tempesta Invernale e ritirata

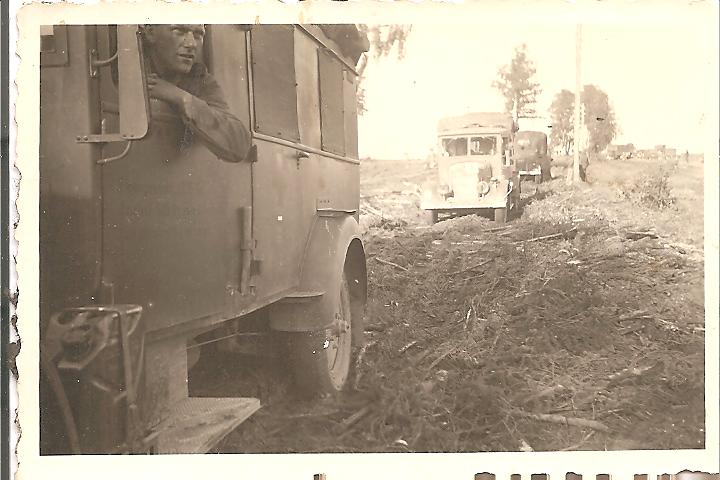
Mezzi della 17ª Panzer nel 1943

Il 22 dicembre la divisione corazzata tentò di liberare, nell'ambito dell'operazione Tempesta Invernale, la 6ª Armata asserragliata a Stalingrado, ma il Gruppo d'armate Don, a cui era stata assegnata, fallì nell'impresa e dovette ritirarsi.
A gennaio 1943 la 17. Panzer-Division si trovava a Rostov sul Don con la 4ª Armata corazzata, e sempre con la stessa contrattaccò nel settore dei fiumi Donec e Mius verso febbraio, riuscendo circa un mese dopo a riconquistare Charkiv in quella che sarebbe passata alla storia sotto il nome di terza battaglia di Char'kov.

Passata il 9 aprile alla 1ª Armata corazzata, tre mesi dopo il reparto fu impiegato nella battaglia di Kursk dalla quale uscì sconfitto, e a settembre iniziò una nuova ritirata con la 6ª Armata combattendo dal Donec al Dnepr finché non si mise, a metà ottobre, sulla difensiva nel settore di Kryvyj Rih/Cherson.
Nel gennaio 1944, nuovamente con la 1ª Armata corazzata, la divisione attaccò i sovietici a Vinnycja e Uman'. Trasferita a febbraio all'8ª Armata appartenente al Gruppo d'armate Sud, tentò di liberare i soldati tedeschi isolati nella sacca di Čerkasy, ma, come accadde a Stalingrado, non ebbe successo; dovette pertanto arretrare finendo nella sacca di Kam'janec'-Podil's'kyj insieme alle altre Panzer-Division del generale Hans-Valentin Hube; le truppe tedesche accerchiate riuscirono a sfuggiere e la 17. Panzer-Division raggiunse Ivano-Frankivs'k, in Ucraina.

### A difesa della Polonia
Nella prima metà dell'aprile 1944 l'unità si trovava in Polonia orientale con il Gruppo d'armate Nord Ucraina, quindi ritornò a Ivano-Frankivs'k il 15 maggio per contrattaccare, a luglio, le forze sovietiche con l'aiuto dell'esercito ungherese (alla fine di maggio erano assegnati ai carristi della divisione 36 Panzer IV, di cui solo 28 operativi). Messasi ancora una volta sulla difensiva, l'unità si ritirò in direzione di Leopoli con la 4ª Armata corazzata ma già ad agosto ritornò all'offensiva a sud della grande ansa della Vistola, nella zona di Tarnów e Baranów Sandomierski, dove si combatté fino a settembre per cercare di distruggere la testa di ponte dell'Armata Rossa.

Mandati a Kielce, gli organici della divisione e il loro comandante Rudolf Demme si videro tolti a novembre dalla prima linea per un periodo di riposo e riorganizzazione.
L'inizio del 1945 iniziò con scontri sulla linea della Vistola assieme alla 16. Panzer-Division (entrambe facenti parte del XXIV Corpo d'armata corazzato di Walther Nehring); impegnata nell'aspra battaglia a sud di Kielce contro le formazioni meccanizzate sovietiche in avanzata dalla testa di ponte di Sandomierz, la divisione subì pesanti perdite e dovette battere in ritirata per evitare la totale distruzione. Dopo aver ripiegato a sud di Łódź, i resti dell'unità si portarono poi a Głogów, raggiunta alla fine di gennaio in contemporanea con la cessione di un battaglione corazzato alla Panzer-Brigade 103. Da Głogów gli stremati uomini della 17ª Panzer si difesero a Steinau con il XXIV Corpo d'armata corazzato fino alla metà di febbraio, subendo gravi perdite che obbligarono ad un periodo di riposo presso Görlitz, in Germania, culminato con la ricostituzione sotto il nome di "Kampfgruppe 17. Panzer-Division" a sud-ovest di Forst.
Dopo una breve permanenza nella 17ª Armata la "nuova" divisione, con gli ultimi 33 Panzer IV. affrontò le truppe di Stalin dalla fine di marzo in una costante ritirata attraverso Görlitz, Jägerndorf e Opava, quindi fu posta nella riserva della 1ª Armata corazzata per un periodo di riposo, destinato ad interrompersi quando i sovietici travolsero le sue posizioni alla fine di aprile. Stremati, i soldati della 17ª Panzer furono assegnati al XXXX Corpo d'armata corazzato e si arresero l'8 maggio 1945 a Olomouc, nell'attuale Repubblica Ceca.

## Ordine di battaglia
- Stab (Quartier generale)
- 39. Panzer-Regiment (39º reggimento corazzato)
  - Panzer-Abteilung I (1º battaglione corazzato)
  - Panzer-Abteilung II
- 40. Panzergrenadier-Regiment (40º reggimento panzergrenadier)
  - Panzergrenadier-Bataillon I
  - Panzergrenadier-Bataillon II
  - Panzergrenadier-Bataillon III
- 27. Panzerjäger-Bataillon (27º battaglione cacciacarri)
- 27. Panzer-Aufklärungs-Abteilung (27º battaglione corazzato da ricognizione)
- 27. Panzer-Artillerie-Regiment (27º reggimento corazzato di artiglieria)
  - Panzer-Artillerie-Abteilung I
  - Panzer-Artillerie-Abteilung II
- 297. Heeres-Flak-Artillerie-Abteilung (297º distaccamento FlaK dell'esercito)
- 27. Panzer-Nachrichten-Abteilung (27º battaglione corazzato trasmissioni)
- 27. Panzer-Pionier-Bataillon (27º battaglione corazzato del genio militare)
- Unità di supporto

## Decorazioni
Ventuno appartenenti a questa divisione ricevettero la Spilla per il combattimento corpo a corpo in oro, altri 164 la Croce Tedesca d'oro, 38 la Spilla d'Onore dell'Esercito e 27 videro appuntarsi la Croce di Cavaliere della Croce di Ferro, delle quali due con Fronde di Quercia.

## Comandanti
| Nome                             | Grado           | Inizio            | Fine              | Note                                                                |
| Hans-Jürgen von Arnim            | Generalleutnant | 5 ottobre 1940    | 28 giugno 1941    | ferito ed evacuato in Germania                                      |
| Karl von Weber                   | Generalmajor    | 28 giugno 1941    | 17 luglio 1941    | ferito gravemente da una scheggia a Smolensk, morto tre giorni dopo |
| Wilhelm von Thoma                | Generalmajor    | 17 luglio 1941    | 14 settembre 1941 |                                                                     |
| Hans-Jürgen von Arnim            | Generalleutnant | 15 settembre 1941 | 11 novembre 1941  |                                                                     |
| Rudolf-Eduard Licht              | Oberst          | 17 novembre 1941  | 31 gennaio 1942   |                                                                     |
| Rudolf-Eduard Licht              | Generalmajor    | 1º febbraio 1942  | 9 ottobre 1942    |                                                                     |
| Fridolin von Senger und Etterlin | Generalleutnant | 10 ottobre 1942   | 15 giugno 1943    |                                                                     |
| Walter Schilling                 | Generalleutnant | 16 giugno 1943    | 21 luglio 1943    | caduto in azione presso Izyum                                       |
| Karl-Friedrich von der Meden     | Generalmajor    | 22 luglio 1943    | 30 novembre 1943  |                                                                     |
| Rudolf Henrici                   | Generalmajor    | 1º dicembre 1943  | gennaio 1944      |                                                                     |
| Karl-Friedrich von der Meden     | Generalmajor    | gennaio 1944      | 9 febbraio 1944   |                                                                     |
| Hans Tröger                      | Generalmajor    | 10 febbraio 1944  | maggio 1944       |                                                                     |
| Karl-Friedrich von der Meden     | Generalleutnant | maggio 1944       | 20 settembre 1944 |                                                                     |
| Rudolf Demme                     | Oberst          | 20 settembre 1944 | 2 dicembre 1944   |                                                                     |
| Albert Brux                      | Oberst          | 2 dicembre 1944   | 19 gennaio 1945   | ferito e catturato dalle truppe sovietiche                          |
| Theodor Kretschmer               | Oberst          | 1º febbraio 1945  | 30 marzo 1945     |                                                                     |
| Theodor Kretschmer               | Generalmajor    | 1º aprile 1945    | 8 maggio 1945     |                                                                     |

Dati tratti da: